# Rodrigo Araque
Rodrigo Araque Llorente  (Valladolid, 2 de mayo de 1991) es un ciclista español. Como amateur destacó consiguiendo una victoria de etapa en la Vuelta a Zamora.
El 15 de abril de 2019 anunció su retirada del ciclismo tras tres temporadas como profesional y con 27 años de edad tras no haber encontrado equipo para continuar compitiendo.

## Palmarés
No consiguió ninguna victoria como profesional.